# تاماس سوليوك
تاماس سوليوك (بالمجرية: Sulyok Tamás) (مواليد 24 مارس 1956) محام مجري يشغل منصب رئيس المجر منذ عام 2024. وقد شغل سابقا منصب رئيس المحكمة الدستورية المجرية من عام 2016 إلى انتخابه رئيسا في عام 2024 بعد استقالة الرئيسة المجرية السابقة كاتالين نوفاك.
كان أول عمل قام به كرئيس في يوم 5 مارس 2024 هو تمرير مشروع قانون بالموافقة على انضمام السويد إلى حلف شمال الأطلسي.